# Damon-Maler

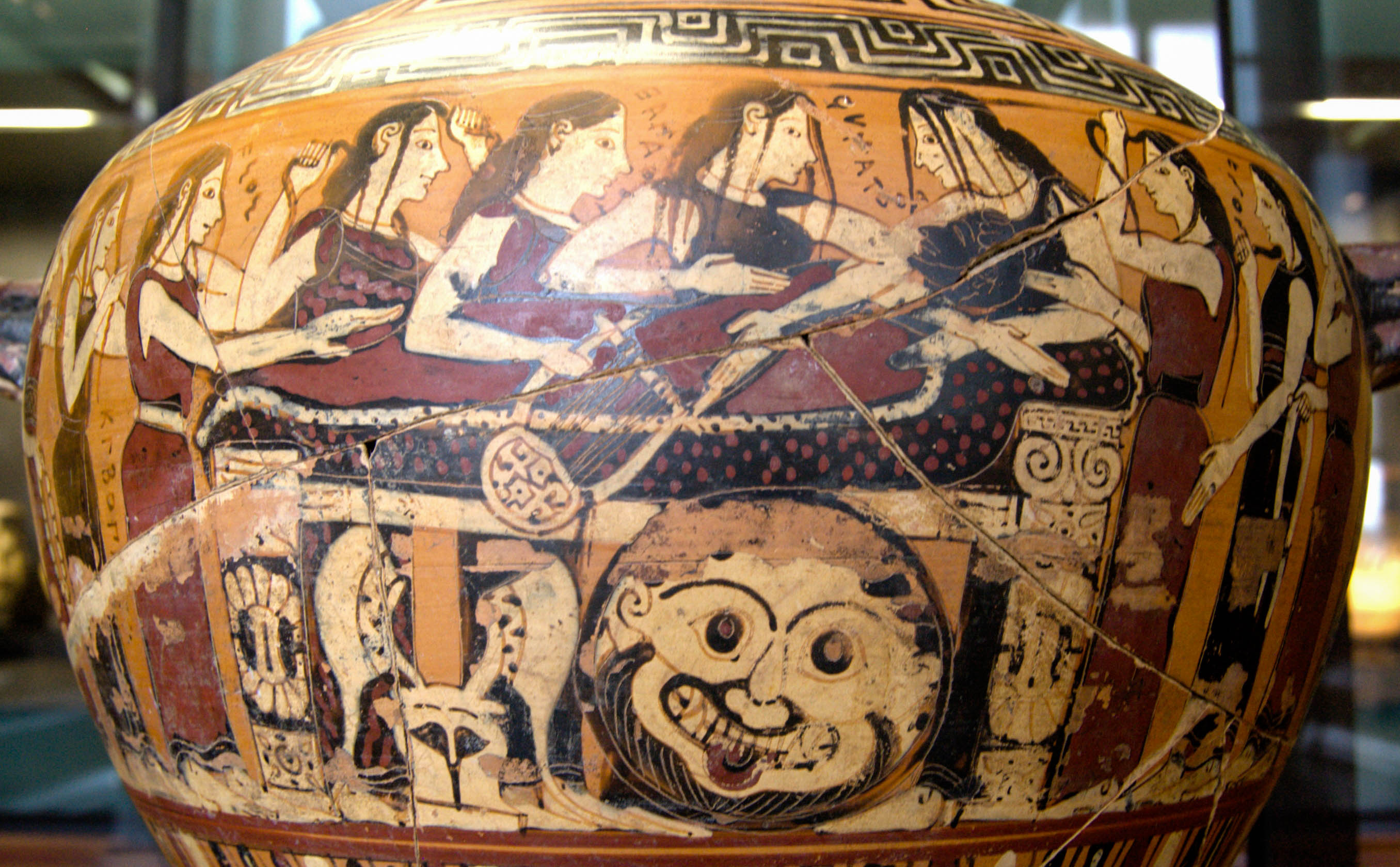
Bauch einer Hydria des Damon-Malers im Louvre in Paris: Beweinung des toten Achilleus

Damon-Maler ist der Notname eines spätkorinthisch-schwarzfigurigen Vasenmalers, der etwa von 575 bis nach 550 v. Chr. tätig war.
Der Damon-Maler bemalte ausschließlich Hydrien, auf denen er sorgfältig ausgearbeitete Schlachtszenen mit wagenlenkenden Hopliten oder Szenen aus der Mythologie darstellte. Unter den Henkeln der Gefäße sind jeweils Panther dargestellt. Seine Malereien zeichnen sich durch den effektvollen Einsatz polychromer Elemente aus.
Benannt ist der Damon-Maler nach seiner Namenvase im Louvre in Paris, auf der ein Hoplit gezeigt wird, der einen Wagen besteigt. Inschriftlich wird der Wagenlenker mit dem Namen Damon bezeichnet. 
Von Darrell A. Amyx werden ihm drei Hydrien sicher zugeschrieben, von denen sich zwei im Louvre befinden und eine im Archäologischen Nationalmuseum in Tarent. Eine vierte im Walters Art Museum in Baltimore wird stilistisch in seiner Nähe verortet. Humfry Payne betrachtete den Stil der beiden Vasen im Besitz des Louvre als eine Weiterentwicklung des Stils des Amphiaraos-Malers.